# 眼眶
在解剖学中，眼眶（orbit，orbital cavity）或目眶、眶，是一个容纳眼球的方锥形或类似金字塔状骨框，包围着眼球和眼附属器及其周围的软组织，由上颌骨、腭骨、颧骨、额骨、蝶骨、筛骨与泪骨共7块颅骨所构成。眼眶是眼四周的骨骼框架，眼球就位于眼眶中。在目前的文献中，对眼眶的解剖定义存在分歧，有些定义除眼眶骨外，尚包含附近皮肤、肌肉、软组织。
眼窝（eye socket）是眼眶包绕的腔窝及其内容物（眼球、眼外肌、软组织、神经、血管、淋巴管等）。眼眶与眼窝在口语上常混用。
成年人的眼眶容积为30毫升，其中眼球占6.5毫升。眼眶內除了眼球外，還有眼睑等眼球周邊的器官。